# M. Night Shyamalan
M. Night Shyamalan (født 6. august 1970), hvis rigtige navn er Manoj Nelliyattu Shyamalan, er en indisk/amerikansk filminstruktør. Han er mest kendt for gyserfilm som Den sjette sans (1999) og The Village (2004).
Shyamalan blev født i Indien, men er vokset op i Philadelphia. Allerede som meget ung begyndte han at lave film med sit Super-8-kamera, som han fik allerede som 8-årig. Inden han blev 17 år nåede han at lave 45 hjemmelavede film, hvoraf nogen kan ses på dvd-udgivelserne. Hans første rigtige film, Praying with Anger, lavede han i 1992, og den var delvist baseret på hans egen rejse hjem til Indien. Efter den skulle der gå 6 år inden hans næste film, Wide Awake (1998). Det var dog først med hans tredje film, Den sjette sans, at han fik sit store gennembrud. Filmen blev et kæmpe hit og nomineret til 6 oscars. Heriblandt "Bedste film", "Bedste instruktør" og "Bedste manuskript" (Shyamalan havde som altid også selv skrevet manuskriptet). Siden Den sjette sans har han lavet filmene Unbreakable (2000), Signs (2002) og The Village.
Hans film After Earth indbragte Shyamalan den tvivlsomme ære at blive nomineret til en Razzie-Award som "Værste instruktør".
M. Night Shyamalan nævnes ofte som "vor tids Alfred Hitchcock", men producerer dog få spillefilm i modsætning til Hitchcocks voluminøse produktion af kortfilm. I stil med Hitchcock har Shyamalan gæsteoptrædener i sine egne film (skadestuelæge i Den Sjette Sans, formodet pusher i Unbreakable, dyrlægen Ray Reddy i Signs, vagtchef i The Village og forfatterspiren Vick Ran med skriveblokering i Lady in the Water).

## Filmografi
- Praying with Anger (1992), skuespiller, manuskriptforfatter og instruktør
- Wide Awake (1998), manuskriptforfatter og instruktør
- Den sjette sans (1999), skuespiller, manuskriptforfatter og instruktør
- Unbreakable (2000), skuespiller, producer, manuskriptforfatter og instruktør
- Signs (2002), skuespiller, producer, manuskriptforfatter og instruktør
- The Village (2004), skuespiller, producer, manuskriptforfatter og instruktør
- Lady in the Water (2006), skuespiller, producer, manuskriptforfatter og instruktør
- The Happening (2008), skuespiller, producer, manuskriptforfatter og instruktør
- Luftens sidste mester (2010), instruktør[1].
- After Earth (2013), producer, manuskriptforfatter og instruktør
- The Visit (2015), producer, manuskriftforfatter og Instruktør
- Split (2016), producer, manuskriftforfatter, skuespiller og instruktør
- Glass (2019), producer, manuskriptforfatter, instruktør og skuespiller
- Old (2021), producer, manuskriftforfatter og instruktør